# 瑞安·泰勒
賴恩·安東尼·大衛·泰萊（英語：Ryan Anthony David Taylor，1984年8月19日—）是一位英格蘭足球運動員，主要在中後場活動。現效力英甲的韦尔港。